# Hors format
Albums de Michel Sardou
Live 2005 au Palais des sports Zénith 2007
Hors format est le titre du vingt-quatrième album studio de Michel Sardou sorti le 13 novembre 2006.

## Fiche technique
- Référence originale : AZ / Universal Music 984 321 5[1]

### Liste des titres
| 1.  | Concorde                         | Jean-Jacques Marnier                 | Daran                                     | 3:16 |
| 2.  | Beethoven                        | Michel Sardou - Didier Barbelivien   | Didier Barbelivien - Ludwig van Beethoven | 3:39 |
| 3.  | Allons danser                    | Michel Sardou                        | Jacques Veneruso                          | 4:23 |
| 4.  | Je ne suis plus un homme pressé  | Michel Sardou - Agnès Hampartzoumian | J. Kapler - Jean-Marc Haroutiounian       | 2:39 |
| 5.  | Les Villes hostiles              | Michel Sardou                        | Daran                                     | 3:35 |
| 6.  | Sature                           | Pierre-Yves Lebert                   | Daran                                     | 2:48 |
| 7.  | Nuit de satin                    | Michel Sardou                        | J. Kapler                                 | 4:19 |
| 8.  | Les Jours avec et les Jours sans | Michel Sardou                        | Jacques Veneruso                          | 3:18 |
| 9.  | La Dernière danse                | Michel Sardou                        | Jacques Veneruso - Michel Sardou          | 4:53 |
| 10. | Je ne suis pas ce que je suis    | Michel Sardou                        | Daran                                     | 4:09 |
| 11. | Les Yeux de mon père             | Michel Sardou                        | Jacques Veneruso                          | 3:42 |

| 1.  | On est planté                                  | Michel Sardou      | Daran            | 4:01 |
| 2.  | L'Évangile (selon Robert)                      | Michel Sardou      | J. Kapler        | 3:13 |
| 3.  | Valentine Day                                  | Michel Sardou      | Jacques Veneruso | 4:10 |
| 4.  | Ce qui s'offre                                 | Pierre-Yves Lebert | Daran            | 4:09 |
| 5.  | Le Cœur migrateur                              | J. Kapler          | J. Kapler        | 4:10 |
| 6.  | L'Oiseau tonnerre                              | Pierre-Yves Lebert | Daran            | 3:33 |
| 7.  | 40 ans                                         | Michel Sardou      | J. Kapler        | 3:00 |
| 8.  | Le Chant des hommes (en duo avec Chimène Badi) | Michel Sardou      | J. Kapler        | 4:04 |
| 9.  | Un Motel à Keeseeme                            | Michel Sardou      | Daran            | 3:45 |
| 10. | Je serai là                                    | Michel Sardou      | J. Kapler        | 3:48 |
| 11. | Je ne sais plus rien                           | Michel Sardou      | J. Kapler        | 3:48 |
| 12. | Cette chanson n'en est pas une                 | Michel Sardou      | J. Kapler        | 4:14 |

### Crédits
- Réalisation : Daran (Disque 1: Titres 1, 5, 6 et 10; Disque 2: Titres 1, 4, 6 et 9), Erik Fostinelli (Disque 1: Titres 1, 5, 6 et 10; Disque 2: Titres 1, 4, 6 et 9), Patrick Hampartzounian (Disque 1: Titres 2, 7 à 9 et 11; Disque 2: Titres 3 et 7), Jacques Veneruso (Disque 1: Titres 3, 8, 9 et 11; Disque 2: Titre 3), Thierry Blanchard (Disque 1: Titres 3 et 4, ; Disque 2: Titres 2, 5, 8, 11 et 12), J. Kapler (Disque 1: Titres 4 et 7; Disque 2: Titres 2, 5, 7, 8, 10 à 12) et Christophe Battaglia (Disque 2: Titre 10)
- Arrangements : Jacques Veneruso (Disque 1: Titres 3, 8 et 11; Disque 2: Titre 3), Patrick Hampartzoumian (Disque 1: Titres 7, 8 et 11; Disque 2: Titres 3 et 7), Thierry Blanchard (Disque 1: Titres 3 et 4; Disque 2: Titres 2, 5, 8, 10 à 12), Florent Bidoyen (Disque 1: Titre 9), J. Kapler (Disque 1: Titres 4 et 7; Disque 2: Titres 2, 5, 7, 8, 11 et 12), Christophe Battaglia (Disque 2: Titre 10) et Didier Barbelivien  (Disque 1: Titre 2)
- Batterie : Mickaël Boudoux (Disque 1: Titres 1, 5 et 10; Disque 2: Titres 4, 6 et 9), Laurent Coppola (Disque 1: Titres 2 à 4, 7 à 9 et 11); Disque 2: Titres 3, 5, 8, 11 et 12)
- Basse : Erik Fostinelli (Disque 1: Titres 1, 5, 6 et 10; Disque 2: Titres 4, 6 et 9) et Jean-Marc Haroutiounian (Disque 1: Titres 2 à 4, 7 à 9 et 11; Disque 2: Titres 3, 5, 8, 11 et 12)
- Guitares : Daran (Disque 1: Titres 1, 5, 6 et 10; Disque 2: Titres 1, 4, 6 et 9), André Hampartzoumian (Disque 1: Titres 2, 7 et 9), Jacques Veneruso (Disque 1: Titres 3, 8 et 11; Disque 2: Titre 3), Jean-Philippe Hann (Disque 1: Titre 4; Disque 2: Titres 2, 5, 8, 11 et 12) et Erik Fostinelli (Disque 1: Titre 5)
- Guitares électriques : Cyril Tarquiny (Disque 2: Titre 10)
- Guitares acoustiques : J. Kapler (Disque 2: Titre 5)
- Piano : Pierre-Jean Scavino (Disque 1: Titre 2), Erik Fostinelli (Disque 1: Titre 5; Disque 2: Titres 1 et 9), Daran (Disque 2: Titre 9) et Thierry Blanchard (Disque 2: Titre 12)
- Piano électrique : Manu Guerrero (Disque 2: Titre 7 )
- Claviers : Manu Guerrero (Disque 1: Titre 9)
- Programmation claviers : Thierry Blanchard (Disque 1: Titres 3 et 4; Disque 2: Titres 2, 5, 8, 11 et 12), Patrick Hampartzounian (Disque 1: Titre 7; Disque 2: Titres 3 et 7) et Christophe Battaglia (Disque 2: Titre 10)
- Orgue : Erik Fostinelli (Disque 1: Titre 6)
- Programmation percussions : Patrick Hampartzounian (Disque 1: Titres 2, 7 à 9 et 11; Disque 2: Titres 3 et 7) et Daran (Disque 2: Titre 1)
- Percussions : Patrick Hampartzounian (Disque 1: Titres 2, 7 à 9 et 11; Disque 2: Titres 3 et 7), Mickaël Boudoux (Disque 1: Titre 6) et Erik Fostinelli (Disque 2: Titre 9)
- Violon : Caroline Collombel, Claire Lisiecki, Florence Veniant et Hervé Cavelier
- Alto : Nathalie Carlucci, Constance Schacher et Cécile Brillard
- Violoncelle : Florence Hennequin
- Violon solo : Hervé Cavelier
- Hautbois : Christophe Grindel
- Accordéon : Manu Guerrero
- Chœurs masculins : Daran, Patrick Hampartzounian, Jacques Veneruso, Jean-Philipe Hann, J. Kapler, Frédéric Damon et Erok Fostinelli
- Chœurs féminins : Delphine Elbé et Agnès Hampartzounian

## Clips vidéo
- La chanson Beethoven a été accompagnée d'un vidéoclip réalisé par Olivier Marchal, sorti en 2006.
- La chanson Allons danser a été accompagnée d'un vidéoclip réalisé par Julien Bloch, sorti en 2007.